# Les Pirates de la Manche
Pour plus de détails, voir Fiche technique et Distribution.
Les Pirates de la Manche (The Man Within) est un film britannique réalisé par Bernard Knowles, sorti en 1947.

## Synopsis
Francis Andrews est un jeune homme qui, à la mort de son père, se voit mis sous la tutelle de Richard Carlyon, un contrebandier. Pris à bord d'un de ses vaisseaux, il se révèle piètre marin et subit avec difficultés la discipline. Après s'être enfui il va se trouver en position de témoigner contre son tuteur, mais y renoncera finalement.

## Fiche technique
- Titre original : The Man Within
- Titre français : Les Pirates de la Manche
- Titre américain : The Smugglers
- Réalisation : Bernard Knowles
- Scénario : Muriel Box et Sydney Box, d'après le roman L'Homme et lui-même de Graham Greene
- Direction artistique : Andrew Mazzei
- Costumes : Elizabeth Haffenden
- Photographie : Geoffrey Unsworth
- Son : Sydney Wiles
- Montage : Alfred Roome
- Musique : Clifton Parker
- Production : Muriel Box et Sydney Box
- Société de production : Triton Films, Production Film Service
- Société de distribution : General Film Distributors
- Pays de production :  Royaume-Uni
- Langue originale : anglais
- Format : couleur (Technicolor) — 35 mm — 1,37:1 — son mono
- Genre : Film de pirates, Film historique
- Durée : 88 minutes
- Dates de sortie : 
  - Royaume-Uni : 19 mai 1947
  - États-Unis : 22 mars 1948
  - France : 19 décembre 1948

## Distribution
- Michael Redgrave : Richard Carlyon
- Jean Kent : Lucy
- Joan Greenwood : Elizabeth
- Richard Attenborough : Francis Andrews
- Francis L. Sullivan: Braddock
- Felix Aylmer : le prêtre
- Ronald Shiner : "Cockney" Harry
- Basil Sydney : Sir Henry Merriman
- Ernest Thesiger : Farne
- Allan Jeayes : le juge
- David Horne : Dr Stanton